# ASM-135 ASAT
ASM-135 ASAT은 F-15 전투기에서 발사되어 인공위성을 요격하는 미사일이다.
1985년 9월 13일 미국은 F-15 전투기에서 발사한 ASM-135 ASAT 미사일로 미국의 인공위성 P78-1을 파괴했다.
2008년 2월 21일 미국은 해상의 이지스 구축함에서 발사한 RIM-161 스탠다드 3 미사일로 미국의 정찰위성 USA-193를 파괴했다.

## 같이 보기
- 위성공격무기
- 블루 스패로우 미사일 - 이스라엘산. F-15에서 발사. 모의 노동 미사일.